# Aulacaspis baukiana
Aulacaspis baukiana är en insektsart som beskrevs av Sadao Takagi 1999. Aulacaspis baukiana ingår i släktet Aulacaspis och familjen pansarsköldlöss. Inga underarter finns listade i Catalogue of Life.